# شبگرد بلوچی
شبگرد بلوچی، شبگرد اسکایس یا شبگرد سندی (نام علمی: Caprimulgus mahrattensis) نام یک گونه از تیره شبگردان است. این گونه در شمال غربی آسیا یافت می‌شود.